# Erateina semiluctuata
Erateina semiluctuata är en fjärilsart som beskrevs av Thierry-mieg 1892. Erateina semiluctuata ingår i släktet Erateina och familjen mätare. Inga underarter finns listade i Catalogue of Life.